# Kriechgang (Bauwesen)
Als Kriechgang oder Kriechweg bezeichnet man im Bauwesen alle Bauöffnungen, in dem sich ein normal großer Mensch nur in kriechender Weise bewegen kann. Eine andere Beschreibung für diese Art von Öffnungen ist schliefbar (vgl. Schluf).
Kriechgänge finden sich:
- als Versorgungstunnel für Elektro- und Rohrinstallation (Kriechkeller)
- als Kanaltypus in Kanalsystemen, sie bilden die letzte größenhierarchische Abstufung vor den Rohrleitungen, die nicht mehr manuell gewartet werden können – heute verwendet man dort Wartungsroboter – historisch auch in gedeckten Mühlkanälen üblich
- als schliefbarer Kamin in altertümlichen Bauwerken: In diese musste der Rauchfangkehrer einsteigen, um sie zu reinigen
- in Schutz- und Verteidigungbauwerken, als Zugangs- und als Fluchttunnel – Kriechgänge sind schon aus prähistorischer Zeit belegt, finden sich im mittelalterlichen Burgenbau, in bäuerlichen Erdställen (von der Völkerwanderung über den Dreißigjährigen Krieg bis in die Neuzeit) – zu trauriger Berühmtheit sind die Anlagen des Vietkong im Vietnamkrieg gelangt.

Im weiteren Sinne werden dieselben Ausdrücke auch verwendet:
- im Bergbau: Kriechgänge sind die frühesten Zeugnisse menschlicher Bergbautätigkeit. Prähistorische keltisch-illyrische Kriechstollen wurden sowohl in Salzbergwerken, wie am Hallstätter Salzberg gefunden, oder sekundär im aktiven Bergbau aufgeschlossen. In einem solchen Gang war der 1734 gefundene Mann im Salz erhalten.
- in der Höhlenkunde für natürliche Öffnungen.

Für Arbeiten in Kriechwegen (Reparatur, Reinigung, Wartung) gelten als Sicherheitsvorschrift:
- die deutsche BGR 117-1: Arbeiten in Behältern, Silos und engen Räumen[1]
- Österreich: §§59, 60 Allgemeine Arbeitnehmerschutzverordnung, BGBl. Nr. 218/1983.